# 阿部正敏
阿部正敏（日语：／ Abe Masatoshi，1730年—1787年5月18日）日本江户时代中期譜代大名、大坂城代。忠秋系阿部家6代。
忍藩4代藩主正乔的五男。正乔隐居之时，因为还年幼所以藩主由堂兄弟正允代为继承。宽保2年（1742年）成为嫡长子，因为正允长寿，所以到安永9年（1780年）、51岁时才继承家督。天明元年（1781年）任奏者番。正敏偶然在江户屋敷听说住在隔壁的当时的强者田沼意次想扩张下房屋，于是把自己的屋邸返还幕府，然后幕府赐给了意次。天明4年（1784年），从奏者番升任大坂城代，天明7年（1787年）在任中去世。
收前任藩主正允的次男正陈为养子，但正陈在就封前去世了。所以又嗣子中的长男正识继承。

## 年谱
- 1730年（享保15年）　出生（也有享保17年（1732年）4月28日出生的说法）
- 1780年（安永9年）　正允去世、继承阿部家
- 1781年（天明元年）　任奏者番
- 1784年（天明4年）　大坂城代（5月11日）
- 1787年（天明7年）　去世（4月19日）、享年58岁

## 官位位阶
- 1749年（宽延2年）　从五位下能登守
- 1781年（天明元年）　从四位下